# EHF Champions League (mænd)
 For alternative betydninger, se EHF.
 Ikke at forveksle med EHF Champions League (kvinder).
EHF Champions League for mænd er håndboldens udgave af Champions League, hvilket vil sige en europæisk turnering for nationale mesterhold i håndbold samt de bedste af de øvrige klubhold. 
Turneringen blev første gang afviklet i sæsonen 1956-57 under navnet Mesterholdenes Europa Cup, hvor udvalgte mandlige byhold (og altså ikke deciderede klubhold) deltog. Siden den anden udgave i 1958-59 har kun klubhold deltaget. Turneringen holdt pause i sæsonerne 1957-58, 1960-61 og 1963-64 på grund af afholdelse af VM, og i 1968-69 blev turneringen aflyst på grund af Warszawapagtens invasion af Tjekkoslovakiet. Siden 1969-70 er mændenes turnering dog også afholdt hvert år.
Til og med sæsonen 1992-93 blev turneringen afviklet som en ren cupturnering, hvor opgørene blev afgjort over to kampe, hvor holdene mødte ude og hjemme, og hvor kun de nationale mesterhold kunne deltage. I 1993 overtog det nydannede European Handball Federation ansvaret for afviklingen af turneringen, som blev relanceret under navnet EHF Champions League. Formatet blev ændret til også at inkludere et gruppespil ligesom i fodboldens Champions League, og deltagerfeltet blev efterhånden udvidet til også at omfatte de næstbedste hold fra de stærkeste ligaer. Ligaerne rangeres efter de seneste tre sæsoners europæiske resultater på EHF's koefficientrangliste.

## Turneringsstruktur

### 1956-93
Turneringen blev første gang afviklet i sæsonen 1956-57 under navnet Mesterholdenes Europa Cup, hvor udvalgte mandlige byhold (og altså ikke deciderede klubhold) deltog. Siden den anden udgave i 1958-59 har kun klubhold deltaget.
I perioden indtil 1993 blev turneringen afviklet som en ren cupturnering mellem de nationale mesterhold i Europa. I første omgang blev opgørene afviklet som én kamp, hvor et af de to hold havde hjemmebane – dog blev finalen afviklet på neutral bane. I 1962 indførte man, at opgørene i kvart- og semifinalerne skulle afgøres over to kampe, hvor holdene mødtes ude og hjemme, og i 1965 blev dette kampformat udvidet til også at gælde i de øvrige indledende runder af turneringen. I perioden 1956-78 samt i sæsonen 1979-80 blev finalen afgjort i én kamp, mens resten af finalerne blev afgjort over to kampe.
Mesterholdenes Europa Cup for mænd holdt pause i sæsonerne 1957-58, 1960-61 og 1963-64 på grund af afholdelse af VM, og i 1968-69 blev turneringen aflyst på grund af Warszawapagtens invasion af Tjekkoslovakiet. Siden 1969-70 er mændenes turnering afholdt hver sæson.

### 1993-96
| Udviklingen i Champions League-formatet for mænd | Udviklingen i Champions League-formatet for mænd | Udviklingen i Champions League-formatet for mænd | Udviklingen i Champions League-formatet for mænd | Udviklingen i Champions League-formatet for mænd | Udviklingen i Champions League-formatet for mænd | Udviklingen i Champions League-formatet for mænd |
| ------------------------------------------------ | ------------------------------------------------ | ------------------------------------------------ | ------------------------------------------------ | ------------------------------------------------ | ------------------------------------------------ | ------------------------------------------------ |
| 1993-94                                          | 1/32-finaler 6 hold                              | 1/16-finaler 32 hold                             | 1/8-finaler 16 hold                              | Gruppespil 8 hold                                | →                                                | Finale 2 hold                                    |
| 1994-95                                          | 1/32-finaler 6 hold                              | 1/16-finaler 32 hold                             | 1/8-finaler 16 hold                              | Gruppespil 8 hold                                | →                                                | Finale 2 hold                                    |
| 1995-96                                          | 1/32-finaler 6 hold                              | 1/16-finaler 32 hold                             | 1/8-finaler 16 hold                              | Gruppespil 8 hold                                | →                                                | Finale 2 hold                                    |
| 1996-97                                          | 1/32-finaler 2-8 hold                            | 1/16-finaler 32 hold                             | Gruppespil 16 hold                               | Kvartfinaler 8 hold                              | Semifinaler 4 hold                               | Finale 2 hold                                    |
| 1997-98                                          | 1/32-finaler 2-8 hold                            | 1/16-finaler 32 hold                             | Gruppespil 16 hold                               | Kvartfinaler 8 hold                              | Semifinaler 4 hold                               | Finale 2 hold                                    |
| 1998-99                                          | 1/32-finaler 2-8 hold                            | 1/16-finaler 32 hold                             | Gruppespil 16 hold                               | Kvartfinaler 8 hold                              | Semifinaler 4 hold                               | Finale 2 hold                                    |
| 1999-2000                                        | 1/32-finaler 2-8 hold                            | 1/16-finaler 32 hold                             | Gruppespil 16 hold                               | Kvartfinaler 8 hold                              | Semifinaler 4 hold                               | Finale 2 hold                                    |
| 2000-01                                          | 1. runde 16 hold                                 | 2. runde 16 hold                                 | Gruppespil 16 hold                               | Kvartfinaler 8 hold                              | Semifinaler 4 hold                               | Finale 2 hold                                    |
| 2001-02                                          | 1. runde 16 hold                                 | 2. runde 16 hold                                 | Gruppespil 16 hold                               | Kvartfinaler 8 hold                              | Semifinaler 4 hold                               | Finale 2 hold                                    |
| 2002-03                                          | 1. runde 16 hold                                 | 2. runde 16 hold                                 | Gruppespil 16 hold                               | Kvartfinaler 8 hold                              | Semifinaler 4 hold                               | Finale 2 hold                                    |
| 2003-04                                          | Kvalifikation 10 hold                            | Gruppespil 32 hold                               | 1/8-finaler 16 hold                              | Kvartfinaler 8 hold                              | Semifinaler 4 hold                               | Finale 2 hold                                    |
| 2004-05                                          | Kvalifikation 10 hold                            | Gruppespil 32 hold                               | 1/8-finaler 16 hold                              | Kvartfinaler 8 hold                              | Semifinaler 4 hold                               | Finale 2 hold                                    |
| 2005-06                                          | Kvalifikation 14 hold                            | Gruppespil 32 hold                               | 1/8-finaler 16 hold                              | Kvartfinaler 8 hold                              | Semifinaler 4 hold                               | Finale 2 hold                                    |
| 2006-07                                          | Kvalifikation 14 hold                            | Gruppespil 32 hold                               | 1/8-finaler 16 hold                              | Kvartfinaler 8 hold                              | Semifinaler 4 hold                               | Finale 2 hold                                    |
| 2007-08                                          | Kvalifikation 16 hold                            | 1. gruppespil 32 hold                            | 2. gruppespil 16 hold                            | →                                                | Semifinaler 4 hold                               | Finale 2 hold                                    |
| 2008-09                                          | Kvalifikation 16 hold                            | 1. gruppespil 32 hold                            | 2. gruppespil 16 hold                            | Kvartfinaler 8 hold                              | Semifinaler 4 hold                               | Finale 2 hold                                    |
| 2009-10                                          | Kvalifikation 12-17 hold                         | Gruppespil 24 hold                               | 1/8-finaler 16 hold                              | Kvartfinaler 8 hold                              | Final four 4 hold                                | Final four 4 hold                                |
| 2010-11                                          | Kvalifikation 12-17 hold                         | Gruppespil 24 hold                               | 1/8-finaler 16 hold                              | Kvartfinaler 8 hold                              | Final four 4 hold                                | Final four 4 hold                                |
| 2011-12                                          | Kvalifikation 12-17 hold                         | Gruppespil 24 hold                               | 1/8-finaler 16 hold                              | Kvartfinaler 8 hold                              | Final four 4 hold                                | Final four 4 hold                                |
| 2012-13                                          | Kvalifikation 12-17 hold                         | Gruppespil 24 hold                               | 1/8-finaler 16 hold                              | Kvartfinaler 8 hold                              | Final four 4 hold                                | Final four 4 hold                                |
| 2013-14                                          | Kvalifikation 12-17 hold                         | Gruppespil 24 hold                               | 1/8-finaler 16 hold                              | Kvartfinaler 8 hold                              | Final four 4 hold                                | Final four 4 hold                                |
| 2014-15                                          | Kvalifikation 12-17 hold                         | Gruppespil 24 hold                               | 1/8-finaler 16 hold                              | Kvartfinaler 8 hold                              | Final four 4 hold                                | Final four 4 hold                                |

I 1993 overtog det nydannede European Handball Federation ansvaret for afviklingen af turneringen, som blev relanceret under navnet EHF Champions League, og formatet blev ændret til også at inkludere et gruppespil ligesom i fodboldens Champions League.
Fortsat havde kun de nationale mestre samt den forsvarende Champions League-mester adgang til turneringen. Holdene spillede først tre indledende cup-runder (1/32-, 1/16- og 1/8-finaler), der havde til formål at finde otte hold til det egentlige Champions League-gruppespil. I gruppespillet var de otte hold inddelt i to grupper med fire hold, der spillede en dobbelt-turnering ude-og-hjemme. De to gruppevindere gik videre til Champions League-finalen, der blev afgjort over to kampe, hvor holdene mødtes ude og hjemme.

### 1996-2003
Fra og med sæsonen 1996-97 ændredes formatet, således at gruppespillet kom til at omfatte 16 hold i stedet for som hidtil otte hold. Det betød, at 1/8-finalerne blev afskaffet, og de 16 vindere af 1/16-finalerne kvalificerede sig til gruppespillet. I gruppespillet blev de 16 hold inddelt i fire grupper med fire hold, der spillede en dobbeltturnering ude-og-hjemme. Otte hold, de fire gruppevindere og de fire -toere, gik videre til slutspillet som blev afviklet som en cupturnering med kvartfinaler, semifinaler og finale, således at alle opgør blev afgjort over to kampe (ude og hjemme).
Det var fortsat kun de nationale mestre samt den forsvarende Champions League-mester, der kunne deltage i turneringen, og i 1996-97 måtte alle hold fortsat igennem mindst én indledende runde, inden de kunne træde ind i gruppespillet. Dette blev imidlertid ændret fra og med sæsonen 2000-01, hvor det indførtes, at de otte højst rangerende hold først trådte ind i turneringen i gruppespillet, mens de øvrige hold i 1/32- og 1/16-finalerne spillede om de resterende otte pladser i gruppespillet.

### 2003-07
Fra og med sæsonen 2003-04 åbnedes op for, at også de næstbedste hold fra de bedste nationale ligaer kunne deltage i Champions League, og samtidig udvidedes gruppespillet til at omfatte 32 hold. 27 hold var direkte kvalificeret, mens de resterende fem pladser blev besat efter en kvalifikation med deltagelse af de lavest rangerende nationale mesterhold. I gruppespillet var de 32 hold inddelt i otte grupper med fire hold, hvorfra de otte gruppevindere og otte -toere gik videre til 1/8-finalerne. Herfra afvikledes turneringen som en cupturnering, hvor opgørene blev afgjort over to kampe (ude og hjemme).
I 2005 ændredes formatet en smule, idet nu kun 25 hold gik direkte til gruppespillet, mens der var syv ledige pladser at spille om i kvalifikationen.

### 2007-09
I 2007 blev 1/8- og kvartfinaler afskaffet til fordel for yderligere et gruppespil. De 16 hold, som gik videre fra det første gruppespil, blev nu inddelt i fire nye grupper med fire hold, hvorfra de fire vindere gik videre til semifinalerne. Sæsonen efter blev kvartfinalerne dog genindført, idet både vinderne og toerne i det andet gruppespil fik lov at gå videre til slutspillet.
I denne periode var 24 hold direkte kvalificeret til gruppespillet, mens 16 hold spillede én kvalifikationsrunde om de sidste otte pladser. Taberne i kvalifikationen videreførtes til EHF Cup'en.

### Fra sæsonen 2009-10
Der deltager 24 hold i mændenes Champions League-gruppespil, hvoraf 19 hold i 2009-10-sæsonen var direkte kvalificerede, heriblandt to danske hold. Yderligere fem hold blev fundet gennem en kvalifikation, hvor 13 mesterhold og fire wildcard-hold blev fordelt i fem puljer, hvorfra puljevinderne kvalificerede sig til Champions League-gruppespillet. De hold i kvalifikationen, der ikke kvalificerede sig til gruppespillet, spillede videre i EHF Cup'en.
Sæsonen efter modificeredes kvalifikationens format, således at kun 12 hold spillede om tre ledige pladser i gruppespillet, mens 21 hold var direkte kvalificerede.
I gruppespillet inddeles de 24 kvalificerede hold i fire puljer med seks hold i hver, hvilket giver ti kampe til hvert hold. Nr. 1-4 i hver pulje kvalificerer sig til 1/8-finalerne, og vinderne dérfra går videre til kvartfinalene. Begge disse runder afvikles (ligesom gruppekampene) ude og hjemme over to kampe. De fire vindere af kvartfinalerne spiller et final four-stævne i Köln, Tyskland, hvor semifinalerne afvikles lørdag og finalerne om søndagen.

## Resultater
I perioden 1957-78 samt i 1980 blev finalen i Mesterholdenes Europa Cup afgjort over én kamp. I 1979 samt i perioden 1981-2009 blev finalerne afgjort over to kampe, hvor finalisterne mødtes både ude og hjemme. Fra 2010 vender EHF tilbage til det oprindelige format med at afvikle finalen som én kamp.
Der var ingen turnering i sæsonerne 1957-58, 1960-61 og 1963-64 på grund af afholdelse af VM i håndbold, og i 1968-69 blev turneringen aflyst på grund af Warszawapagtens invasion af Tjekkoslovakiet.
| Mesterholdenes Europa Cup | Mesterholdenes Europa Cup | Mesterholdenes Europa Cup | Mesterholdenes Europa Cup | Mesterholdenes Europa Cup | Mesterholdenes Europa Cup | Mesterholdenes Europa Cup                                                              |
| Sæson                     | Vinder                    | Finaledeltager            | Res.                      | Spillested                | Spillested                | Dansk deltagelse                                                                       |
| ------------------------- | ------------------------- | ------------------------- | ------------------------- | ------------------------- | ------------------------- | -------------------------------------------------------------------------------------- |
| 1956-57                   | Prag (byhold)             | Örebro (byhold)           | 21–13                     | Paris                     | Paris                     | København (semifinale)                                                                 |
| 1958-59                   | Redbergslids IK           | Frisch Auf Göppingen      | 18–13                     | Paris                     | Paris                     | Helsingør IF (semifinale)                                                              |
| 1959-60                   | Frisch Auf Göppingen      | AGF                       | 18–13                     | Paris                     | Paris                     | AGF (finale)                                                                           |
| 1961-62                   | Frisch Auf Göppingen      | Partizan Bjelovar         | 13–11                     | Paris                     | Paris                     | AGF (semifinale)                                                                       |
| 1962-63                   | Dukla Praha               | Dinamo Bucuresti          | [0]15–13                  | Paris                     | Paris                     | IK Skovbakken (semifinale)                                                             |
| 1964-65                   | Dinamo Bucuresti          | RK Medveščak              | 13–11                     | Lyon                      | Lyon                      | IF Ajax (semifinale)                                                                   |
| 1965-66                   | SC DHfK Leipzig           | Budapest Honvéd           | 16–14                     | Paris                     | Paris                     | Aarhus KFUM (semifinale)                                                               |
| 1966-67                   | VfL Gummersbach           | Dukla Praha               | 17–13                     | Dortmund                  | Dortmund                  | HG (kvartfinale)                                                                       |
| 1967-68                   | Steaua Bucuresti          | Dukla Praha               | 13–11                     | Frankfurt                 | Frankfurt                 | HG (1/16-finale)                                                                       |
| 1969-70                   | VfL Gummersbach           | SC Dynamo Berlin          | 14–11                     | Dortmund                  | Dortmund                  | HG (1/16-finale)                                                                       |
| 1970-71                   | VfL Gummersbach           | Steaua Bucuresti          | 17–16                     | Dortmund                  | Dortmund                  | HG (1/8-finale)                                                                        |
| 1971-72                   | Partizan Bjelovar         | VfL Gummersbach           | 19–14                     | Dortmund                  | Dortmund                  | Efterslægtens BK (kvartfinale)                                                         |
| 1972-73                   | MAI Moskva                | Partizan Bjelovar         | 26–23                     | Dortmund                  | Dortmund                  | IF Stadion (1/8-finale)                                                                |
| 1973-74                   | VfL Gummersbach           | MAI Moskva                | 19–17                     | Dortmund                  | Dortmund                  | IF Stadion (1/16-finale)                                                               |
| 1974-75                   | ASK Vorwärts Frankfurt    | RK Borac Banja Luka       | 19–17                     | Dortmund                  | Dortmund                  | Aarhus KFUM (kvartfinale)                                                              |
| 1975-76                   | RK Borac Banja Luka       | Fredericia KFUM           | 17–15                     | Banja Luka                | Banja Luka                | Fredericia KFUM (finale)                                                               |
| 1976-77                   | Steaua Bucuresti          | CSKA Moskva               | 21–20                     | Sindelfingen              | Sindelfingen              | Fredericia KFUM (semifinale)                                                           |
| 1977-78                   | SC Magdeburg              | WKS Śląsk Wrocław         | 28–22                     | Magdeburg                 | Magdeburg                 | Fredericia KFUM (kvartfinale)                                                          |
| Sæson                     | Vinder                    | Finaledeltager            | Res.                      | 1.kamp                    | 2.kamp                    | Dansk deltagelse                                                                       |
| 1978-79                   | TV Großwallstadt          | SC Empor Rostock          | 30–28                     | 14-10                     | 16-18                     | Fredericia KFUM (1/8-finale)                                                           |
| Sæson                     | Vinder                    | Finaledeltager            | Res.                      | Spillested                | Spillested                | Dansk deltagelse                                                                       |
| 1979-80                   | TV Großwallstadt          | KF Valur                  | 21–12                     | München                   | München                   | Fredericia KFUM (kvartfinale)                                                          |
| Sæson                     | Vinder                    | Finaledeltager            | Res.                      | 1.kamp                    | 2.kamp                    | Dansk deltagelse                                                                       |
| 1980-81                   | SC Magdeburg              | Slovan Ljubljana          | 52–43                     | 23-25                     | 29-18                     | Aarhus KFUM (1/8-finale)                                                               |
| 1981-82                   | Budapest Honvéd           | TSV St. Otmar St. Gallen  | 49–34                     | 25-16                     | 24-18                     | Helsingør IF (semifinale)                                                              |
| 1982-83                   | VfL Gummersbach           | CSKA Moskva               | 32–29                     | 19-15                     | 13-14                     | IK Skovbakken (1/8-finale)                                                             |
| 1983-84                   | Dukla Praha               | RK Metaloplastika         | [0]38–38                  | 21-17                     | 17-21                     | BK Aarhus (1/16-finale)                                                                |
| 1984-85                   | RK Metaloplastika         | Atletico Madrid           | 49–32                     | 19-12                     | 30-20                     | Gladsaxe HG (kvartfinale)                                                              |
| 1985-86                   | RK Metaloplastika         | GSK Wybrzeże              | 54–52                     | 24-29                     | 30-23                     | Helsingør IF (kvartfinale)                                                             |
| 1986-87                   | SKA Minsk                 | GSK Wybrzeże              | 62–49                     | 32-24                     | 30-25                     | HIK (1/8-finale)                                                                       |
| 1987-88                   | CSKA Moskva               | TuSEM Essen               | [0]36–36                  | 18-15                     | 18-21                     | Kolding IF (1/8-finale)                                                                |
| 1988-89                   | SKA Minsk                 | Steaua Bucuresti          | 61–53                     | 37-23                     | 24-30                     | Kolding IF (1/8-finale)                                                                |
| 1989-90                   | SKA Minsk                 | FC Barcelona              | 53–50                     | 26-21                     | 27-29                     | Helsingør IF (1/8-finale)                                                              |
| 1990-91                   | FC Barcelona              | Proleter Zrenjanin        | 41–40                     | 21-23                     | 20-17                     | Kolding IF (1/16-finale)                                                               |
| 1991-92                   | RK Zagreb                 | GD TEKA Santander         | 50–38                     | 22-20                     | 28-18                     | Kolding IF (Semifinale)                                                                |
| 1992-93                   | Badel Zagreb              | SG Wallau-Massenheim      | 40–39                     | 22-17                     | 18-22                     | GOG (kvartfinale)                                                                      |
| EHF Champions League      |                           |                           |                           |                           |                           |                                                                                        |
| Sæson                     | Vinder                    | Finaledeltager            | Res.                      | 1.kamp                    | 2.kamp                    | Dansk deltagelse                                                                       |
| 1993-94                   | TEKA Santander            | ABC Braga                 | 45–43                     | 23-21                     | 22-22                     | Kolding IF (1/16-finale)                                                               |
| 1994-95                   | Elgorriaga Bidasoa        | Badel Zagreb              | 56–47                     | 30-20                     | 26-27                     | Kolding IF (nr. 4 i puljen i gruppespil (efter 1/8-finale))                            |
| 1995-96                   | FC Barcelona              | Elgorriaga Bidasoa        | 46–38                     | 23-15                     | 23-23                     | GOG (nr. 4 i puljen i gruppespil (efter 1/8-finale))                                   |
| 1996-97                   | FC Barcelona              | Badel Zagreb              | 61–45                     | 31-22                     | 30-23                     | GOG (nr. 3 i puljen i gruppespil (efter 1/16-finale))                                  |
| 1997-98                   | FC Barcelona              | Badel 1862 Zagreb         | 56–40                     | 28-18                     | 28-22                     | Virum-Sorgenfri HK (nr. 4 i puljen i gruppespil (efter 1/16-finale))                   |
| 1998-99                   | FC Barcelona              | Badel 1862 Zagreb         | 51–40                     | 22-22                     | 29-18                     | GOG (nr. 3 i puljen i gruppespil (efter 1/16-finale))                                  |
| 1999-2000                 | FC Barcelona              | THW Kiel                  | 54–52                     | 25-28                     | 29-24                     | Skjern Håndbold (nr. 4 i puljen i gruppespil (efter 1/16-finale))                      |
| 2000-01                   | Portland San Antonio      | FC Barcelona              | 52–49                     | 30-24                     | 22-25                     | GOG (nr. 3 i puljen i gruppespil (inden kvartfinale))                                  |
| 2001-02                   | SC Magdeburg              | Fotex KC Veszprém         | 51–48                     | 21-23                     | 30-25                     | Kolding IF (semifinale)                                                                |
| 2002-03                   | Montpellier HB            | Portland San Antonio      | 50–46                     | 19-27                     | 31-19                     | Kolding IF (kvartfinale)                                                               |
| 2003-04                   | Celje Pivovarna Lasko     | SG Flensburg-Handewitt    | 62–58                     | 34-28                     | 28-30                     | Kolding IF (1/8-finale), Skjern Håndbold (1/8-finale)                                  |
| 2004-05                   | FC Barcelona Cifec        | BM Ciudad Real            | 56–55                     | 27-28                     | 29-27                     | Kolding IF (1/8-finale), GOG (1/8-finale)                                              |
| 2005-06                   | BM Ciudad Real            | Portland San Antonio      | 62–47                     | 25-19                     | 37-28                     | Kolding IF (1/8-finale), Århus GF (1/8-finale)                                         |
| 2006-07                   | THW Kiel                  | SG Flensburg-Handewitt    | 57–55                     | 28-28                     | 29-27                     | Kolding IF (1/8-finale), GOG (1/8-finale)                                              |
| 2007-08                   | BM Ciudad Real            | THW Kiel                  | 58–52                     | 27-29                     | 31-23                     | GOG Svendborg TGI (2. gruppespil), Viborg HK (1. gruppespil)                           |
| 2008-09                   | BM Ciudad Real            | THW Kiel                  | 67–66                     | 34-39                     | 33-27                     | GOG Svendborg TGI (2. gruppespil), FCK Håndbold (2. gruppespil)                        |
| Sæson                     | Vinder                    | Finaledeltager            | Res.                      | Spillested                | Spillested                | Dansk deltagelse                                                                       |
| 2009-10                   | THW Kiel                  | FC Barcelona Borges       | 36–34                     | Köln                      | Köln                      | Kolding IF (1/8-finale), FCK Håndbold (1/8-finale)                                     |
| 2010-11                   | FC Barcelona Borges       | Renovalia Ciudad Real     | 27–24                     | Köln                      | Köln                      | Kolding IF (1/8-finale), AaB Håndbold (gruppespil), Bjerringbro-Silkeborg (kval.runde) |
| 2011-12                   | THW Kiel                  | BM Atlético Madrid        | 26–21                     | Köln                      | Köln                      | AG København (bronze), Bjerringbro-Silkeborg (gruppespil)                              |
| 2012-13                   | HSV Hamburg               | FC Barcelona Handbol      | 30–29                     | Köln                      | Köln                      | Bjerringbro-Silkeborg (1/8-finale)                                                     |
| 2013-14                   | SG Flensburg-Handewitt    | THW Kiel                  | 30–28                     | Köln                      | Köln                      | Aalborg Håndbold (1/8-finale), KIF Kolding København (1/8-finale)                      |
| 2014-15                   | FC Barcelona              | Veszprém                  | 28–23                     | Köln                      | Köln                      | Aalborg Håndbold (1/8-finale), KIF Kolding København (1/8-finale)                      |
| 2015-16                   | Vive Targi Kielce         | Veszprém                  | 39-38 (straffekast        | Köln                      | Köln                      | Skjern Håndbold (play-off til 1/8-finale)                                              |
| 2016-17                   | RK Vardar                 | Paris Saint-Germain       | 24-23                     | Köln                      | Köln                      | Bjerringbro-Silkeborg (1/8-finale)                                                     |
| 2017-18                   | Montpellier HB            | HBC Nantes                | 32-27                     | Köln                      | Köln                      | Skjern Håndbold (1/4-finale)                                                           |
| 2018-19                   | RK Vardar                 | Veszprém                  | 27-24                     | Köln                      | Köln                      | Bjerringbro-Silkeborg (Play-off), Skjern Håndbold (gruppespil)                         |
| 2019-20                   | THW Kiel                  | FC Barcelona              | 33-28                     | Köln                      | Köln                      | Aalborg Håndbold (1/8-finale), GOG (gruppespil)                                        |
| 2020-21                   | FC Barcelona              | Aalborg Håndbold          | 36-23                     | Köln                      | Köln                      | Aalborg Håndbold (Sølvmedalje)                                                         |
| 2021-22                   | FC Barcelona              | Vive Targi Kielce         | 37-35                     | Köln                      | Köln                      | Aalborg Håndbold (1/4-finale)                                                          |
| 2022-23                   | SC Magdeburg              | Vive Targi Kielce         | 30-29                     | Köln                      | Köln                      | GOG (1/4-finale)                                                                       |
| 2023-24                   | FC Barcelona              | Aalborg Håndbold          | 31-30                     | Köln                      | Köln                      | Aalborg Håndbold (Sølvmedalje)                                                         |
| 2024-25                   | SC Magdeburg              | Füchse Berlin             | 32-26                     | Köln                      | Köln                      |                                                                                        |

## Fodnoter
1. ↑  Efter forlænget spilletid. Stillingen efter ordinær spilletid var 13-13.
2. ↑  Dukla Praha vandt straffekastkonkurrencen med 4-2.
3. ↑  CSKA Moskva vandt på reglen om udebanemål.
4. ↑  RK Zagrebs hjemmekamp blev spillet i Graz.